# Andreas Ewels

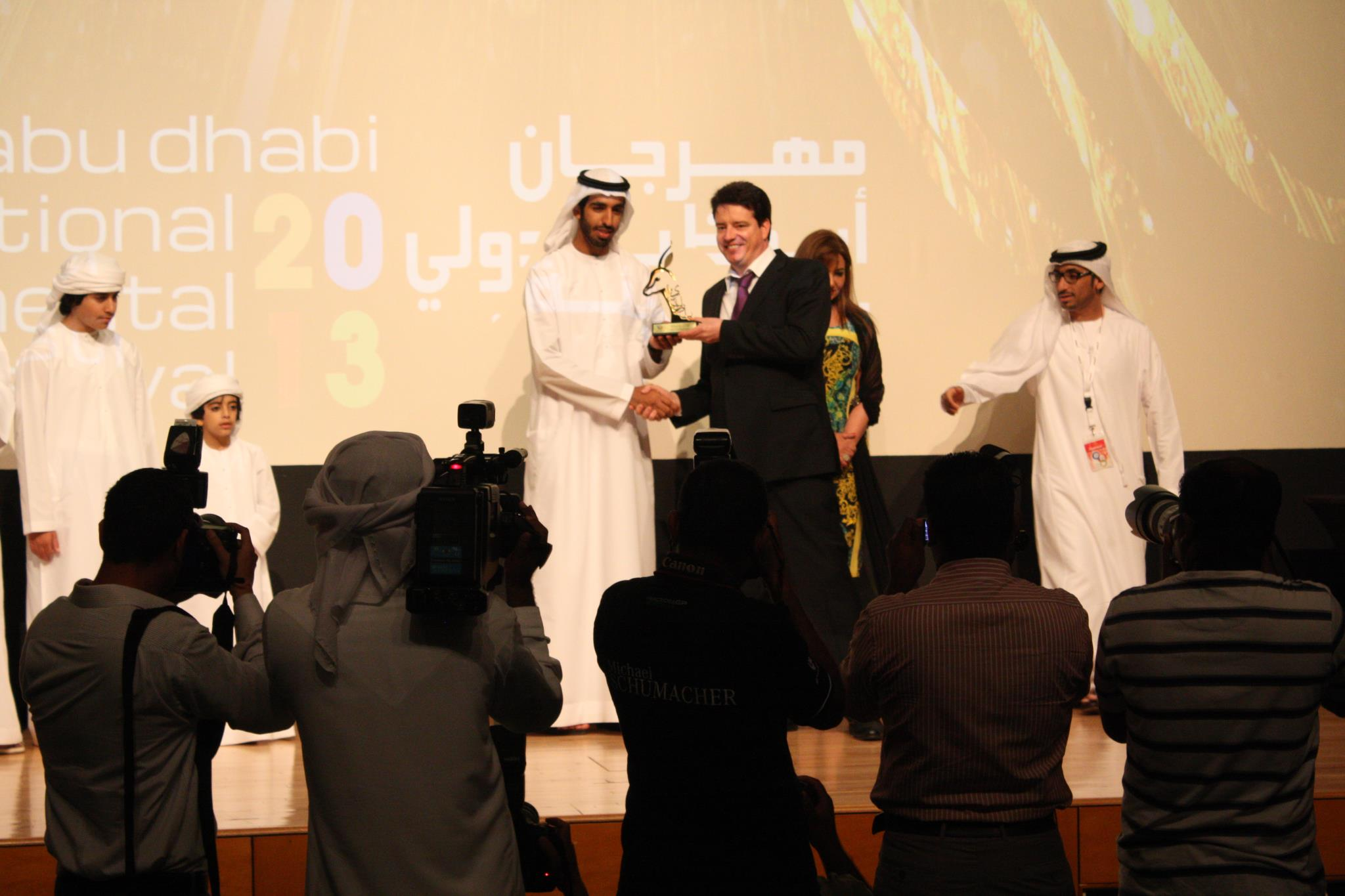
Andreas Ewels auf einer Preisverleihung in Abu Dhabi (2013)

Andreas Ewels (* 1969 in Münster) ist ein deutscher Journalist und Regisseur, der besonders für seine Natur- und Umweltdokumentationen bekannt ist.

## Leben und Wirken
Zivildienst und Studium absolvierte er in Köln. Seine journalistische Laufbahn begann er mit 16 Jahren bei der Münsterschen Zeitung als Reporter und Fotograf. Später veröffentlichte er in diversen Tageszeitungen und Magazinen, bevor er zum Radio wechselte. Als Autor und Moderator wirkte er u. a. für den WDR, Radio Hundert,6 Berlin und Radio Bremen. Bei Antenne Münster gehörte Andreas Ewels zum Team der ersten Stunde. Neben der Moderation eigener Sendungen kommentierte er die Spiele des SC Preußen Münster.
Ab 1990 arbeitete Ewels auch für das Fernsehen, erst für den WDR (u. a. für Hier und Heute), dann ab Sendestart bis 1997 für die Sendung Stern TV und wechselte danach zum Burda-Verlag nach München. Hier arbeitete er für die Focus TV GmbH als Producer und Autor. Seit 2001 ist Ewels beim ZDF. In Mainz baute er die Sendungen ZDF.reporter und planet.e mit auf und ist dabei an Formatentwicklungen beteiligt. Seine Filme werden auch auf Arte, bei 3sat, der Deutschen Welle und auf Phoenix gezeigt.
2006 und 2008 entwickelte Ewels, mit einer Sondergenehmigung des ZDF, zwei Formate für den NDR, die später auch in der ARD zu sehen waren. Für das ZDF erfand er unter anderem die Sendereihen „Abenteuer Rhein“ und „Abenteuer Mallorca“, bei denen ein eigens produzierter ZDF-Kamerazeppelin und seine spektakulären Luftaufnahmen im Vordergrund standen.
Die von Ewels produzierten Filme „Abenteuer Lerchenberg“, „Adlerflüsterer“ und „Abenteuer Mallorca“ waren in zahlreichen deutschen Kinos zu sehen. Insgesamt zeichnet er für über 200 Dokumentationen und Reportagen verantwortlich und drehte dabei in rund 100 Ländern.
Seit 2016 beschäftigt sich Ewels intensiv mit dem Thema Klimawandel in der Arktis und war an mehreren Polarexpeditionen beteiligt. Neben Expeditionsreisen nach Shishmaref (Alaska) und Ittoqqortoormiit (Grönland), ging es u. a. mit Dagmar Aen nach Island, der Arctic Sunrise nach Spitzbergen und mit der 50 Let Probedy bis zum Nordpol.
2022 wurde Ewels für seine journalistische und umweltpolitische Lebensleistung mit dem „Green Hero Award“ der Green Festival Foundation (UN Global Compact Network / BNP Paribas Green Film Festival) ausgezeichnet. Die Preisverleihung fand am 3. Dezember 2022 im Kurhaus Wiesbaden statt. Ebenfalls für seine umweltjournalistischen Leistungen bekam er am 20. September 2024 den spanischen Terres Pioneers Award in der Burg von Tortosa verliehen.
Ewels ist Gründer des Natur- und Reisefilmfestivals NATOURALE. Alle zwei Jahre findet dieses in Wiesbaden statt. Ebenso ist er Initiator und Moderator der Naturfilmnächte Wiesbaden, zu denen er seit 2015 zwei- bis dreimal im Jahr bekannte deutsche Filmemacher ins Deutsche Filmhaus Wiesbaden einlädt. Er ist Vorstandsvorsitzender von NATOURALE e. V., Mitglied der Gesellschaft für deutsche Sprache (GfdS) und ist im Beirat der Deutschen Umweltstiftung.
Ewels ist verheiratet mit der Sprachwissenschaftlerin und Geschäftsführerin der Gesellschaft für deutsche Sprache (GfdS) Andrea-Eva Ewels. Zusammen haben sie einen Sohn und leben in Wiesbaden.

## Trivia
Inspiriert durch ein Concept-Art Werk des Schweizer Künstlers Dieter Meier auf der documenta5 führt Andreas Ewels seit 1992 ein ähnliches Kunstprojekt durch. Dabei steht er an seinem Geburtstag, genau zu seiner Geburtszeit um 12 Uhr mittags, jedes Jahr immer an einem wichtigen Ort der Weltgeschichte. So feierte er schon auf dem Zuckerhut in Rio de Janeiro, im Capitol in Havanna und auf dem Empire State Building in New York.
Durch seine Freundschaft zu dem britischen Schauspieler Oliver Foot und dessen Verbindung zur jamaikanischen Bobmannschaft wurde Ewels von 1999 bis 2001 ehrenamtlicher Manager des jamaikanischen Bobteams der Damen. Eine ProSieben-Reportage von Anna Bosch dokumentierte die Trainingslager auf Jamaika, in Kanada und am Königssee.
Im Sommer 2018 wurde Andreas Ewels vom Mitgliedermagazin des FC Schalke 04, „Schalker Kreisel“, zum „Schalker des Monats“ ernannt, da er auf seiner Expeditionsreise zum Nordpol einen Schalke-Schal am nördlichsten Punkt der Welt hisste.

## Filmografie (Auswahl)
- 2024 Blutige Flossen – Das stille sterben der Haie (ZDF/Red.)
- 2024 Wale – Geliebt und gejagt (ZDF/Red.)
- 2023 Abenteuer Arktis – Auf den Spuren des Polarforschers Arved Fuchs (ZDF)
- 2023 Abenteuer Patagonien – Klimaforschung in der Eiswüste (ZDF)
- 2023 Klimalust, Klimafrust – Tourismus in Zeiten des Klimawandels (ZDF/Red.)
- 2023 Umweltsünde Drogen – Giftmüll von Crystal, Speed und Ecstasy (ZDF/Red.)
- 2023 Stutenfarmen – Pferdeleid für unser Schnitzel (ZDF/Red.)
- 2022 Ostsee in Not (ZDF/Red.)
- 2022 Wenn Tierparks töten (ZDF/Red.)
- 2022 Fast Sports – Falsches Spiel mit der Nachhaltigkeit (ZDF/Red.)
- 2022 Fast Beauty – Die ungeschminkte Wahrheit über Kosmetik (ZDF/Red.)
- 2022 Dürre am Rhein – Die Folgen der Wassernot (ZDF/Red.)
- 2022 Wassernot – Auf der Suche nach neuen Quellen (ZDF/Red.)
- 2022 Abenteuer Insektenwelt, Folgen 1–10  (YouTube)
- 2021 Platz da, Panda! Vom Grottenolm zum Werbestar (ZDF/Red.)
- 2021 Fast Food – Das große Fressen! (ZDF/Red.)
- 2021 Wenn die Wälder brennen… (ZDF/Red.)
- 2020: Die Insektenretter (ZDF)[14]
- 2020: Preisverleihungsfilm der NATOURALE (Internet- u. Kinoproduktion)[15]
- 2020: Time of Metamorphosis (Animationsfilm)
- 2020: Kamtschatka – Im Bann der roten Fische (ZDF)[16]
- 2020: Welt der Viren (ZDF)[17]
- 2020: Bewahrer der Alpen – Ein Leben als Bergführer (ZDF)[18]
- 2020: Reiselust, Reisefrust – Tourismus nach Corona (ZDF)[19]
- 2019: Welt ohne Insekten? (ZDF)[20]
- 2019: Fast Fashion – Die Folgen des Modewahnsinns (ZDF)
- 2019: The fight for the arctic (Deutsche Welle)[21]
- 2018: America first, Natur zuletzt (ZDF)[22]
- 2018: Vanille – Die Jagd nach dem braunen Gold (ZDF/3SAT)[23]
- 2017: Der Python-Code – Illegaler Handel mit Schlangenhäuten (ZDF)[24]
- 2017: Ausgebrummt – Insektensterben in Deutschland (ZDF)[25]
- 2016: Arsen – der schleichende Tod (ZDF)[26]
- 2016: Der Preis der Milch (ZDF)
- 2016: Arten vor dem Aus? (ZDF)
- 2016: Kanada – der Traum vom Leben in wilder Natur (ZDF)
- 2016: Safran – das rote Gold (ZDF)[27]
- 2015: Die Virenjäger – Seuchen auf der Spur (ZDF)[28]
- 2015: Adlerflüsterer (Kinoproduktion)
- 2014: Traumziel Osterinsel – kleine Insel in Gefahr (ZDF)
- 2014: Biotop im Mauerland – das grüne Band (ZDF)[29]
- 2013: Abenteuer Lerchenberg (Kinoproduktion)[4]
- 2013: Abenteuer Mallorca, Teile 1–3 (ZDF)[30]
- 2012: Abenteuer Rhein, Teile 1–2 (ZDF)
- 2012: Jurassic Park im Regenwald – die letzten Nashörner von Sabah (ZDF)[31]
- 2011: Die Reptilien-Mafia (ZDF)[32]
- 2011: Fledermäuse – die bedrohten Jäger der Nacht (ZDF)
- 2011: Libellen in Deutschland (ZDF)
- 2011: Frisch auf den Tisch? Der Dioxin-Skandal. (ZDF)[33]
- 2011: Bienen in der Stadt (ZDF)
- 2010: Existenzgründer in Deutschland (ZDF)
- 2009: Abenteuer Mallorca – Deutsche auf der Sonneninsel (ZDF)[34]
- 2009: Die Hoteltesterin (ZDF)
- 2008: Billigfleisch – Hinter den Kulissen der Fleischindustrie (ZDF)
- 2008: Abenteuer Namib – Teil 1: Im Tal der Wüstenlöwen, Teil 2: Im Tal der Elefanten (NDR)[35]
- 2007: Riesenkraken – die Monster der Meere? (ZDF)
- 2006: Der Tierschutzinspektor – Teile 5–7 (ZDF)
- 2006: Abenteuer Ozean – Teil 1: Zwischen Jägern und Gejagten, Teil 2: Unter Weißen Haien, Teil 3: Am Riff der Teufelsrochen (ARD)[36]
- 2006: Katz und Maus – Erlkönige am Polarkreis (ZDF)
- 2005: Mit Frittenöl durch Berlin – Alternative Energien (ZDF)
- 2005: Der Tierschutzinspektor – Teile 1–4 (ZDF)
- 2004: Amerikaner in Nazi-Uniform – Gefährliches Spiel mit der Geschichte (ZDF)[37]
- 2004: Der mit dem Hai tanzt – Andre Hartmann (ZDF)[38]
- 2003: Luxustörn mit Dudelsack – Die Royal Clipper (ZDF)[39]
- 2003: Das Fynbos-Experiment (3sat)
- 2003: Mit Glamour, Glanz und Gloria – Porträt einer Fürstin (ZDF)[40]
- 2002: Der Krakenmann – Auf der Suche nach dem Riesenkalmar (ZDF)
- 2002: Die kalte Wand – Faszination Eisklettern (ZDF)
- 2001: Mit dem Auto kam das Böse – Mennoniten in Mexiko (ZDF/3SAT)[41]
- 2001: Der Haimann – Forscher in Südafrika (ZDF)
- 2001: Eisern Union – Das Leben des „Jimmy“ Hoge (ZDF)
- 2000: Tornados – Wetterphänomenen auf der Spur (Focus TV)
- 2000: Cool Runnings 2 – die jamaikanischen Bob-Frauen (Focus TV)
- 2000 Die sonderbare Welt des Sheriffs Gerald Hege (Focus TV)
- 1999: Hooligans – Gefahr im Stadion (Focus TV)
- 1999: Mit Schirm, ohne Charme, auf die Melone – Paparazzi (Focus TV)
- 1999: Moby Dick auf der Spur – die Walforscher der Azoren (Focus TV)
- 1999: Im Portrait: Hannelore Kohl und Doris Schröder-Köpf (Focus TV)
- 1998: Die Bären von Gödöllö (Focus TV)
- 1998: Hemmor – Tauchabenteuer in der vergessenen Welt (WDR)[42]
- 1998: Faszination Höhlentauchen – Floridas verborgene Welt (Focus TV)
- 1998: Faszination Eistauchen – Österreichs Seen (Focus TV)
- 1997: Wenn alle Sinne schwinden – Apnoe-Taucher auf Rekordjagd (Sat 1)
- 1997: Katar – das härteste Pferderennen der Welt (RTL)
- 1994: Gewalt gegen Fußballer (Stern TV)
- 1994: Dr. Flipper – Delfintherapie in Florida (Stern TV)
- 1993: Hurghada – Ausverkauf einer Unterwasserwelt (Stern TV)
- 1992: Salman Rushdie – Ein Leben auf der Flucht (Stern TV)

## Auszeichnungen (Auswahl)
- 2024 ITFF, Izmir (Türkei), Preis der Jury für „Abenteuer Patagonien“[43]
- 2024 Finisterra Brasil, Porto Seguro (Brasilien) Bester Umweltfilm „Wenn Tierparks töten“
- 2024 Agrofilm Festival, Nitra (Slowakei), Preis des Universitätsdirektors für „Stutenfarmen“
- 2024 Climate Film Festival, Frome (Großbritannien) Silver Award für „Abenteuer Patagonien“[44]
- 2024 Int. Film AT Festival, Warschau (Polen) Beste Dokumentation „Wenn Tierparks töten“
- 2024 Terres Festival, Tortosa (Spanien) Gold Award Expeditionsfilm „Abenteuer Patagonien“[45]
- 2023 GIFF, New Delhi (Indien), Bronze Award für „Welt der Viren“
- 2022 International Media Festival of Wales, Llandeilo (Großbritannien), Bester Umweltfilm für „World of Viruses“
- 2022 Vaasa Wildlife Festival, Vaasa (Finnland), Preis für die beste Umweltdokumentation für „Slow Travel, Fast Tourism“
- 2022 Vaasa Wildlife Festival, Vaasa (Finnland), Bester Wissenschaftsfilm „Die Insektenretter“
- 2022 Vaasa Wildlife Festival, Vaasa (Finnland), Preis für den besten Film in der Kategorie „Medizin & Gesundheit“ für „Welt der Viren“
- 2022 #LabMeCrazy!-Festival, Pamplona (Spanien), Beste TV-Produktion für „Welt der Viren“
- 2021 Toyo University Film Festival, Tokio (Japan), Preis der Studenten der Universität für „Slow Travel vs. Fast Tourism“
- 2021 FilmAT Festival, Warschau (Polen), Preis des Jurypräsidenten für „Slow Travel vs. Fast Tourism“
- 2021 Art & Tur International Festival, Porto (Portugal), Grand Prix des Festivals für „Slow Travel vs. Fast Tourism“
- 2021 ITFF Africa, Kapstadt (Südafrika) Gold Award für „Slow Travel vs. Fast Tourism“
- 2021 International Green Film Festival, Krakau (Polen) Auszeichnung für die beste Reportage für „Welt der Viren“
- 2021 Terres Festival, Tortosa (Spanien) Auszeichnung „Bester Umweltfilm“ für „Slow Travel vs. Fast Tourism“
- 2021 Zagreb Tourfilm Festival, Zagreb (Kroatien), Beste TV-Reportage für „Slow Travel vs. Fast Tourism“
- 2021 Silafest, Velikom Gradištu (Serbien) Auszeichnung „Bester Kurzfilm“ für „Welt der Viren“
- 2020: International Science Film Fest of India, Delhi (Indien), Best of Festival Award für „Die Insektenretter“[46]
- 2020: Fashion Film Festival, Chicago (U.S.A.), Preis für die beste Dokumentation für „Fast Fashion – Modewahnsinn“
- 2020: GeoFilmFest, Venedig (Italien), Golden Earth Award für „America first, Natur zuletzt“[47]
- 2019: Green Vision Festival, St. Petersburg (Russland), Courage Award in environmental filmmaking für „Der Python Code“
- 2019: International Green Film Festival, Krakau (Polen), Preis für die beste Dokumentation für „America first, Natur zuletzt“
- 2019: CMS Vatavaran Wildlife Film Festival, Delhi (Indien), Preis für die beste Dokumentation für „Der Python Code“[48]
- 2019: #LabMeCrazy!-Festival, Pamplona (Spanien), Preis der Universität von Navarra für „Der Python Code“
- 2018: Sonoma International Film Festival, San Francisco (U.S.A.), Publikumspreis für „Safran – Auf der Spur des roten Goldes“[49]
- 2018: Silafest, Belgrad (Serbien), Beste Dokumentation des Festivals für „Kampf um die Arktis“
- 2018: Life Science Film Festival, Prag (Tschechien), Life Science Award für „Arsen – der schleichende Tod“
- 2017: Art & Tur Festival, Porto (Portugal), Preis „Beste Dokumentation“ für „Safran – Auf der Spur des roten Goldes“
- 2017: Woodpecker Film Festival, Delhi (Indien), Public Health Issue Award für „Arsen – der schleichende Tod“
- 2017: ITFF, Istanbul (Türkei), Preis „Beste Dokumentation“ für „Safran – Auf der Spur des roten Goldes“
- 2016: Film Festival „Jagd & Hund“, Dortmund (Deutschland), Preis „Beste Dokumentation“ für „Abenteuer Lerchenberg“
- 2016: Tourfilm Festival, Zagreb (Kroatien), Best Aerial Film Award für „Abenteuer Mallorca“[50]
- 2016: Film Festival „Jagd & Hund“, Dortmund (Deutschland), Sonderpreis „Jagdfilm“ für „Adlerflüsterer“[51]
- 2015: Silafest, Belgrad (Serbien), White Arcadia Award für „Abenteuer Lerchenberg“
- 2015: International Nature Film Festival, Gödöllö (Ungarn), Best Environmental Documentary für „Abenteuer Lerchenberg“
- 2014: Evolution Filmfestival, Palma (Spanien), Evolution Island Award für „Abenteuer Mallorca“[52]
- 2014: Wildlife Film Festival, Vaasa (Finnland), Silver Documentary Award für „Abenteuer Lerchenberg“
- 2013: International Environmental Filmfestival, Abu Dhabi (V.A.E.), Golden Gazelle Award für „Die Reptilien-Mafia“[53]
- 2013: Ökofilmtour, Potsdam (Deutschland), Hoimar-von-Ditfurth-Preis für die Redaktion planet e.[54]
- 2013: DJV, Marburg (Deutschland), Journalistenpreis „Wildtier und Umwelt“ für „Abenteuer Lerchenberg“[55]